# Lester Ellis
Lester Ellis (* 15. März 1965 in Blackpool, Lancashire, England) ist ein ehemaliger australischer Boxer mit britischem Hintergrund im Superfedergewicht und Normalausleger. 
Er gewann seine ersten 16 Kämpfe, die meisten davon durch K. o. Zudem wurde er bereits in seinem 14. Kampf Weltmeister der IBF. Er verteidigte den Gürtel gegen Rod Sequenan mit einem klassischen Knockout in Runde 13 und verlor ihn am 12. Juli 1985 an Barry Michael einstimmig nach Punkten.
1995/1996 war er Weltmeister im Halbmittelgewicht der IBO.
Im Juni 2002 fand gegen Anthony Mundine in Australien sein letzter Kampf statt, welchen er durch technischen K. o. in Runde 3 verlor.